# Shinichi Tsutsumi
Shinichi Tsutsumi (Nishinomiya, Hyōgo, 7 de julho de 1964) é um ator japonês. Em 2005, ele venceu o prêmio de melhor ator coadjuvante entregue pela Academia Japonesa de Cinema por seu papel em Always Sanchōme no Yūhi, Tsutsumi já foi indicado a um Emmy Internacional em 2013.